# Afacerea Est
Afacerea Est este un film românesc și lituanian din 2016 regizat de Igor Cobileanski. Rolurile principale au fost interpretate de actorii Ion Sapdaru, Constantin Pușcașu, Daniel Busuioc și Anne Marie Chertic.

## Prezentare
Petro (Sapdaru) și Marian (Pușcașu) sunt doi oameni care fac o călătorie foarte dificilă pentru a găsi banii necesari împlinirii viselor. Marian este un cântăreț de cor, așa-zisul intelectual de provincie, în timp ce Petro se ocupă cu mici găinării. Este un film tragi-comic despre absurditatea vieții.

## Distribuție
- Cătălin Cucu — Cristofor Izmailovici
- Laurentiu Ivan
- Adrian Marele — Vânzătorul de la magazinul de muzică
- Eugeniu Cozma — Omul cu afișe
- Elias Ferkin — Mongolul
- Vasile Apostol — Paisie Mireanu
- Lucian Arhire — Ospătar
- Matei Chioariu — Polițist
- Zane Jarcu — Prizonierul
- Ion Sapdaru — Petro
- Marius Damian — Controlorul de bilete
- Alin Florea — Pavel
- Bogdan Muncaciu — Sergent 2
- Petre Marin — Șeful trupei Brass
- George Lungoci — Porter
- Valeriu Andriuță — Vahtang
- Alexandru Savu — Măturător
- Daniel Busuioc — Vasile
- Florin Mircea — Iacov Moisevici
- Ruslan Birla — Sergent 1
- Doru Aftanasiu — Alexeev
- Sergiu Costache — Dato
- Ion Parea — Consultant
- Radu Ghilas — Colonel
- Pavlic Nemes — Arcașa
- Ioan Crețescu — Chelner
- Cezar Amitroae — Țăran 2
- Mihai Donțu — Țăran 1
- Petrișor Stan — Security Guard Balti
- Constantin Pușcașu — Marian
- Liviu Cheloiu — Investigator
- Oleg Apostol — Omul din tren
- Ion Mocanu — Ursu
- Marius Rusu — Director Avicola
- Gheorghe Frunză — Landlord
- Igor Mitreanu — Șofer minibus
- Anne Marie Chertic — Veronica
- Rada Ixari — Corista
- Ada Lupu — Reporter tv
- Claudia Șușanu — Fata 2
- Cezar Antal — Țigan
- Nicolae Poghirc — Spak
- Puiu Mircea Lăscuș — Nichifor
- Alexandru Manolio — Ghia

## Producție
Filmările au început la Stâlpu, Giurgiu; au durat 24 de zile în iulie 2008, în 57 de locuri – zone rurale și orășele din jurul Bucureștiului și Buzăului (Titu, Găești, Urziceni).

## Primire
În 2016 a primit la Tallinn premiul pentru cel mai bun scenariu și  premiul pentru cel mai bun actor - Ion Sapdaru și Constantin Pușcașu.
În 2017 a fost nominalizat la Premiile Gopo pentru cea mai bună scenografie - Vali Ighigheanu